# Raymonde Bonnefille
Pour les articles homonymes, voir Bonnefille.
Raymonde Bonnefille, née en 1937, est une géologue et palynologue française. En 1974, elle participe à l'expédition franco-américaine en Éthiopie qui découvre l'australopithèque Lucy. Elle se spécialise en palynologie et est parmi les premières à appliquer cette méthode en Afrique tropicale.
Elle a fait sa carrière au Centre européen de recherche et d'enseignement de géosciences de l'environnement (CEREGE) à Aix-en-Provence où elle est directrice de recherche émérite.

## Biographie

### Jeunesse et formation
Raymonde Bonnefille est née en 1937 dans une famille de Haute-Loire. Elle est diplômée de l'École normale supérieure, puis devient professeure agrégée des lycées en biologie et géologie. Elle enseigne ensuite pendant deux ans.

### Carrière scientifique
En 1968 elle est recrutée par le CNRS au Laboratoire de géologie du quaternaire (LGQ) de Meudon-Bellevue et se forme à l'étude des pollens fossiles, la paléopalynologie. Elle commence une thèse sur la reconstitution de l'environnement des sites paléolithiques de Melka Kunture, un site tropical d'altitude dans la vallée supérieure de l’Awash en Éthiopie et est parmi les premières à appliquer cette méthode en milieu tropical. Elle doit donc commencer par établir, avec ses étudiants, une base de données de référence des pollens tropicaux.
Sa première participation aux expéditions de la vallée de l'Omo remonte à 1968, sous la direction d'Yves Coppens, qui met à profit sa double compétence en géologie et en paléopalynologie. Toujours sous la direction d'Yves Coppens, elle participe encore à plusieurs expéditions archéologiques, dont celle de 1974 qui aboutit à la découverte du squelette fossilisé de l'australopithèque Lucy. Elle participe ensuite à la datation des sites paléolithiques de Melka Kunture dans la vallée supérieure de l’Awash en Éthiopie,.
En 1977, elle suit le Laboratoire de géologie du quaternaire à Marseille-Luminy. Le LGQ sera ensuite rattaché en 1995 au Centre européen de recherche et d'enseignement des géosciences de l'environnement (CEREGE) d'Aix-en-Provence. 
Tout au long de sa carrière, elle travaille sur la reconstitution du climat passé grâce aux pollens découverts dans les sédiments géologiques[réf. nécessaire].

## Prises de position
Mise en lumière en 2024 à l'occasion du cinquantième anniversaire de la découverte de Lucy, Raymonde Bonnefille insiste sur l'aspect collectif de la découverte et de la recherche en général,,. Dans le contexte du changement climatique global, elle affirme, comme le consensus scientifique, la gravité et la rapidité des bouleversements récents[réf. nécessaire].

## Publications
- Alain Gallay (direction de l'ouvrage), Comment l'homme ? : À la découverte des premiers hominidés d'Afrique de l'Est, Éditions Errance, 1999, 408 p. (ISBN 978-2-87772-175-2)
- Raymonde Bonnefille, Sur les pas de Lucy : Expéditions en Éthiopie, Odile Jacob, 10 octobre 2018, 368 p. (ISBN 978-2-738141644)